# تنزن دورجي
تنزن دورجي هو لاعب كرة قدم بوتاني في مركز الهجوم، ولد في 18 أغسطس 1997 في Pemagatsel ‏ في بوتان. لعب مع FC Terton ‏.

## وصلات خارجية
- تنزن دورجي على موقع قاعدة بيانات كرة القدم.إي يو (الإنجليزية)
- تنزن دورجي على موقع ناشيونال فوتبول تيمز (الإنجليزية)